# Eid
Eid este o comună din provincia Sogn og Fjordane, Norvegia.